# IFIT5
IFIT5 (англ. Interferon induced protein with tetratricopeptide repeats 5) – білок, який кодується однойменним геном, розташованим у людей на 10-й хромосомі. Довжина поліпептидного ланцюга білка становить 482 амінокислот, а молекулярна маса — 55 847.
| 10         |  | 20         |  | 30         |  | 40         |  | 50         |
| ---------- |  | ---------- |  | ---------- |  | ---------- |  | ---------- |
| MSEIRKDTLK |  | AILLELECHF |  | TWNLLKEDID |  | LFEVEDTIGQ |  | QLEFLTTKSR |
| LALYNLLAYV |  | KHLKGQNKDA |  | LECLEQAEEI |  | IQQEHSDKEE |  | VRSLVTWGNY |
| AWVYYHMDQL |  | EEAQKYTGKI |  | GNVCKKLSSP |  | SNYKLECPET |  | DCEKGWALLK |
| FGGKYYQKAK |  | AAFEKALEVE |  | PDNPEFNIGY |  | AITVYRLDDS |  | DREGSVKSFS |
| LGPLRKAVTL |  | NPDNSYIKVF |  | LALKLQDVHA |  | EAEGEKYIEE |  | ILDQISSQPY |
| VLRYAAKFYR |  | RKNSWNKALE |  | LLKKALEVTP |  | TSSFLHHQMG |  | LCYRAQMIQI |
| KKATHNRPKG |  | KDKLKVDELI |  | SSAIFHFKAA |  | MERDSMFAFA |  | YTDLANMYAE |
| GGQYSNAEDI |  | FRKALRLENI |  | TDDHKHQIHY |  | HYGRFQEFHR |  | KSENTAIHHY |
| LEALKVKDRS |  | PLRTKLTSAL |  | KKLSTKRLCH |  | NALDVQSLSA |  | LGFVYKLEGE |
| KRQAAEYYEK |  | AQKIDPENAE |  | FLTALCELRL |  | SI         |  |            |

A: Аланін

C: Цистеїн

D: Аспарагінова кислота

E: Глутамінова кислота

F: Фенілаланін

G: Гліцин

H: Гістидин

I: Ізолейцин

K: Лізин

L: Лейцин

M: Метіонін

N: Аспарагін

P: Пролін

Q: Глутамін

R: Аргінін

S: Серин

T: Треонін

V: Валін

W: Триптофан

Задіяний у таких біологічних процесах, як імунітет, вроджений імунітет, противірусний захист, альтернативний сплайсинг. 
Білок має сайт для зв'язування з РНК, тРНК. 
Локалізований у клітинній мембрані, мембрані, клітинних відростках.